# Akuji the Heartless
Akuji the Heartless è un videogioco d'azione sviluppato dalla Crystal Dynamics e pubblicato dalla Eidos Interactive il 31 dicembre del 1998 in America del Nord, mentre è stato pubblicato poi in Europa nel febbraio del 1999 su PlayStation.
Il gioco ha come protagonista il sacerdote guerriero vudù Akuji, è un membro di una tribù che è stata ridotta in schiavitù e che ora vive in una giungla in maniera barbara. Akuji è costretto ad attraversare tutti gli inferi con il suo corpo e a riscattarsi, in quanto è morto dopo che il suo cuore è stato strappato dal suo petto il giorno del suo matrimonio da un altro sacerdote guerriero e sostituito dalla sua amata in tempo con una pietra magica che lo mantiene in vita.

## Trama
La sua sposa Kesho lo trova nel primo mondo infernale e gli parla sotto forma di spirito informandolo che Orad, il fratello di Akuji, ha orchestrato il suo omicidio/sacrificio e che ora intende sacrificare anche lei agli dèì mentre le loro due famiglie ora si preparano a farsi la guerra tra di loro a causa della scelleratezza di Orad. Dopo aver completato il primo mondo Akuji parla con Baron Samedi, apparso per aiutarlo, scoprendo da quest'ultima che può avere la sua occasione per redimersi: lui lo farà risalire dalle profondità degli Inferi a patto che riunisca le anime di tutti i suoi antenati presenti nell'oltretomba infernale, che il barone disprezza a causa del loro male compiuto quand'erano vivi, in tal modo Akuji potrà vendicarsi del suo omicidio e di impedire l'omicidio della sua sposa. Durante il suo viaggio nell'oltretomba, Akuji dovrà affrontare enigmi, sconfiggere demoni, anime dannate e mostri infernali dopodiché, ci saranno 4 guardiani infernali alla fine di ogni vestibolo dell'oltretomba (ispirati in alcuni punti e livelli del gioco soprattutto a quelli dell'Inferno della Divina Commedia di Dante Alighieri oltre ad ambientazioni della cultura vudù), poiché questo mondo dell'oltretomba è diviso in 4 mondi, dopo averli sconfitti Akuji compirà dei sacrifici verso i suoi antenati e divinità, così potrà andare avanti nella sua avventura una volta sbloccate le porti dei vestiboli. Akuji riuscirà a recuperare il sigillo di Sadiki, ma Samedi glielo ruberà con inganno e con l'uso della magia vudù una volta portatoglielo e gli dirà di averlo ingannato per tutto questo tempo che è rimasto all'inferno; Samedi rivelerà che intende rapire Kesho, spasimante di Akuji, e farla divenire sua serva per l'eternità una volta che sarà stata sacrificata da lui stesso. L'anima di Kesho incontrerà Akuji dopo aver parlato con il barone e gli confermerà le sue parole, affermando inoltre che quest'ultimo ha orchestrato la morte stessa di Akuji possedendo la mente del fratello Orad e spingendo quest'ultimo a sacrificarlo e del fatto che l'ha usato per i suoi scopi per tutto questo tempo negli inferi. Alla fine il protagonista affronterà e sconfiggerà Samedi nella sua ultima prova e salverà l'anima di Kesho, la quale ripristinerà tramite un incantesimo il cuore dello sposo e dopo averlo baciato lo rimanderà nuovamente nel mondo dei viventi.
Dopo i titoli di coda del gioco c'è un ultimo filmato finale del gioco nel quale si vede Akuji che è intento a catturare una rana di colore verde dalle sembianze umanoidi nella sua giungla (con zolle di terra volanti) dalle sembianze umanoidi e a sacrificarla ad una divinità vudù mentre la sua sposa nello stesso tempo danza davanti ad un fuoco svenendo subito dopo il sacrificio del suo sposo.

## Modalità di gioco
Akuji the Heartless è di genere d'azione e ha un'unica modalità di gioco. Nel corso della storia il protagonista dovrà affrontare diverse tipologie di nemici, mummie, demoni ed animali mostruosi per il completamento dei mondi prova, inoltre, dovrà recuperare anche dei particolari oggetti magici, una sorta di totem che dovrà applicare mediante la magia in particolari punti della mappa di gioco per il suo proseguimento nell'avventura. Con queste specie di totem, vengono chiamati sigilli degli antenati. può arrampicarsi, gattonare, oscillare e usare numerosi attacchi magici e fisici, come far cadere i nemici dall'alto. 
Ha in dotazione due lame affilate legate alle sue braccia usate per i sacrifici di quand'era ancora nella giungla e successivamente anche nel regno infernale dei morti per onorare i suoi antenati e dei affinché lo proteggano nel suo cammino, le lame di Akuji sostituiscono completamente le comuni armi bianche da taglio che lo rendono forte in combattimento in grado di potersi destreggiare con molta facilità, possiede anche una maschera magica fatta di ossa e denti di animali sacrificati che non si toglie mai nel corso della sua avventura, gli permette di lanciare degli incantesimi vudù ai nemici. Queste sue abilità gli permetteranno di muovere delle leve all'interno dei mondi mondi e di poter colpire dei bersagli lontani per il proseguimento dell'avventura.
Per recuperare l'energia vitale Akuji potrà recuperare dei cuori umani contenuti all'interno di ceste presenti in tutte le zone degli inferi e destinate ai sacrifici per le divinità infernali, in alcune casse invece ci sono delle anime dei morti, che insieme alle bambole vudù potranno essere utilizzate per potenziare la sua salute fisica ogni 100 di esse, le anime dei suoi nemici potranno essere acquisite da Akuji dopo essere stati uccisi. Ci sono inoltre delle particolari anime dei suoi antenati con sembianze di teste di donne contenute sempre all'interno di ceste che permetteranno al protagonista di ritornare in vita se morirà nell'oltretomba. Infine ci sono dei particolari teschi con le corna e colorati in diversi modi, contenuti anch'essi in particolari cesti, essi permetteranno ad Akuji di poter acquisire dei poteri magici da poter utilizzare contro i suoi nemici.

## Sviluppo
Il videogioco è stato sviluppato dalla Crystal Dynamics nel 1997 e distribuito poi dalla Eidos Interactive in America del Nord in data 31 dicembre 1998, in Europa è stato distribuito nel febbraio del 1999. 
È stato sviluppato sul motore grafico del gioco del videogioco della stessa casa produttrice Gex: Enter the Gecko, pubblicato sempre nel 1998.

## Marketing
Nel mese di marzo del 1998 uscì un'anteprima scritta del gioco sulla rivista videoludica PSE: Extreme Magazine.
Akuji the Heartless è incluso in un pacchetto di "5 giochi in 1" per la PlayStation, insieme a Duke Nukem: Time to Kill, Syphon Filter, Apocalypse e Small Soldiers; alcune edizioni aggiungono anche un altro disco contenente Tomb Raider 3, A Bug's Life e Crash Bandicoot 3 per un totale di 8 giochi.
È presente anche in un CD uscito un anno dopo l'uscita ufficiale del gioco e contenente anche una demo di Soul Reaver, una demo di Tomb Raider III e un trailer di Gex 3: Deep Cover Gecko, tutti giochi della Crystal Dynamics.

## Accoglienza
Akuji the Heartless ha ricevuto un'accoglienza mista stando alle recensioni aggregate sul sito web GameRankings, dove detiene un punteggio del 65%.
Sulla rivista Next Generation detiene un punteggio di tre stelle su cinque; il periodico dichiara: "Crystal Dynamics ha sicuramente fornito ai giocatori un solido titolo d'azione con sufficiente immaginazione per soddisfare coloro che hanno un debole per il macabro. Eppure i controlli e le animazioni grezzi impediscono ad "Akuji" di entrare davvero sotto i riflettori del genere."